# Cacuso
Cacuso és un municipi de la província de Malanje. Té una extensió de 6.859 km² i 71.541 habitants. Comprèn les comunes de Cacuso, Lombe, Pungo Andongo i Quizenga. El municipi és una parada del Caminho de Ferro de Luanda. Limita al nord amb els municipis de Lucala, Samba Caju i Kalandula, a l'est amb el de Malanje, al sud amb el de Mussende i Libolo, i a l'oest amb els de Cambambe i Cazengo.